# Forró (Hungria)
Forró é um município da Hungria, situado no condado de Borsod-Abaúj-Zemplén. Tem 19,03 km² de área e sua população em 2015 foi estimada em 2.489 habitantes.